# コンチネンタル航空1404便離陸失敗事故
コンチネンタル航空1404便離陸失敗事故（こんちねんたるこうくう1404びんりりくしっぱいじこ）は、2008年12月20日にアメリカ合衆国コロラド州のデンバー国際空港で発生した航空事故である。
同空港からジョージ・ブッシュ・インターコンチネンタル空港（テキサス州ヒューストン）に向かうコンチネンタル航空1404便（ボーイング737-524）が、離陸滑走時に滑走路を逸脱し大破した。乗員乗客115人は全員が無事だったが、機体は全損扱いとなった。原因は山岳波に起因する強風が局所的に発生したことによるものだった。

## 事故の経緯

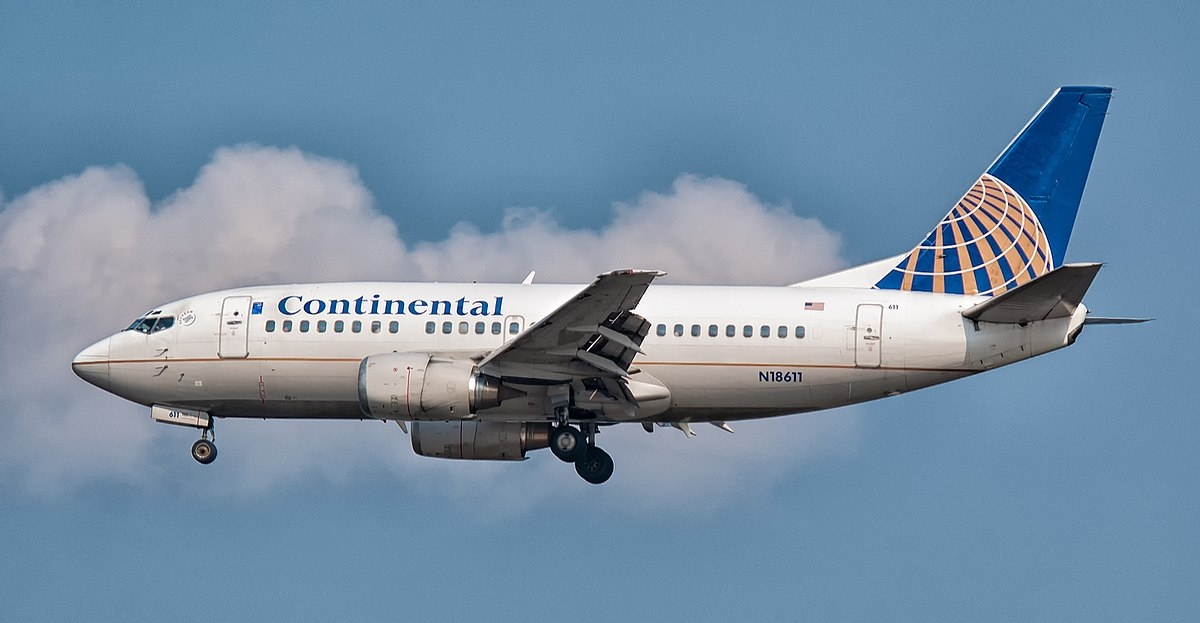
2006年9月に撮影された事故機

1404便は現地時間18時01分にプッシュバックを行った。滑走路34Rで離陸を待機している際に、滑走路上に雪と氷は見当たらなかったため、機長は防氷装置を解除した。管制官は270度から27ノット (50 km/h)の風が吹いていることを伝えた。当初ATISが報告した風速よりも大きかったため、パイロットたちは驚いたようだった。

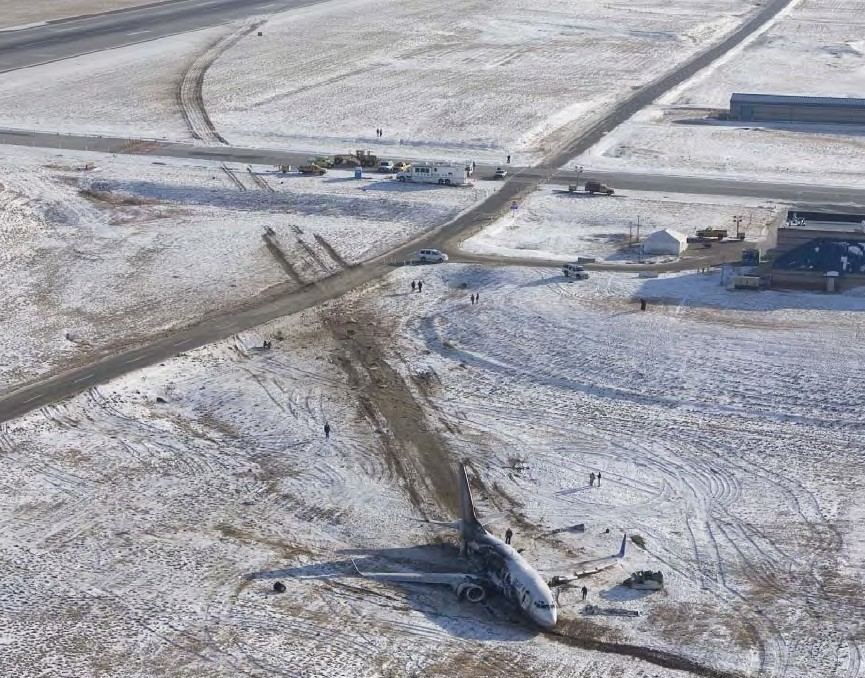
滑走路から左に外れ停止した機体

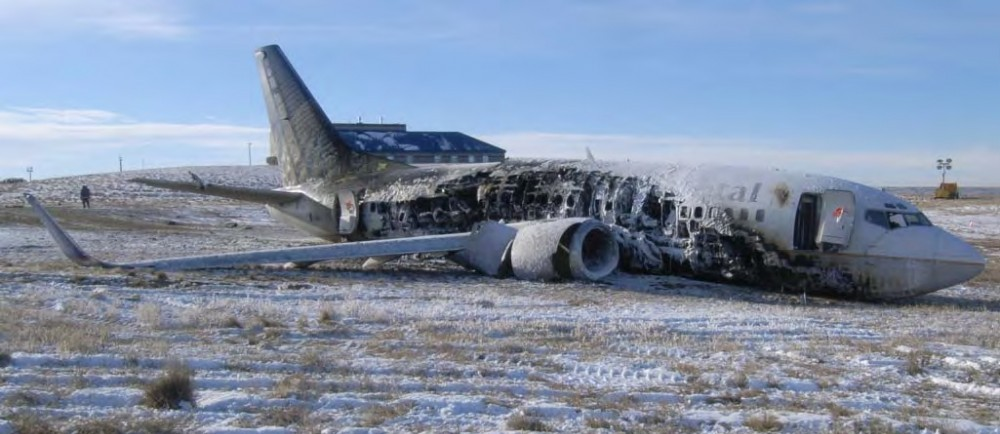
火災により大きく損傷した機体右側

1404便は18時18分に離陸滑走を開始した。87ノット (161 km/h)から90ノット (170 km/h)を加速中に突然機体が左に振れ始めた。機長は方向舵を使い修正を試みたが、機体は滑走路を逸脱し大破した。衝撃により火災も発生した。
空港にある4つの消防署のうちの1つに近い場所で機体が停止したため、消防隊員らは比較的早い段階で現場に到着した。到着した際、機体の右側で火災が発生しており、客室乗務員が乗客を左側から脱出させていた。また、乗客として搭乗していた非番のコンチネンタル航空のパイロットは、残骸に出入りして取り残された乗客が居ないか確認した。
機体は大きなダメージを負い、第1エンジンと主脚が脱落していた。
この事故は、デンバー国際空港における最も深刻な事故として注目された。また、機体は全損扱いとなった。

### 怪我
乗員5人乗客110人のうち47人が骨折を含む怪我を負ったが、死者はでなかった。2人の容態が深刻だったが、どちらもその日の夜に回復した。7人が翌朝まで病院で手当てを受けた。
機長は重傷で、背骨を骨折していたため、病院に入院した。

## 事故調査
ブラックボックスはデータの引き出しが可能な状態で発見された。コックピットボイスレコーダーの解析では、ブレーキ解除から41秒後までは異変はみられなかった。突然機体が大きく揺れ始め、パイロットは4秒後に離陸を中止し、6秒後に両エンジンが停止したため、レコーダーの記録も終了した。異常発生時に、機体は119ノット (220 km/h)の速度が出ていた。
インタビューに応じた副操縦士によると、87ノット (161 km/h)から90ノット (170 km/h)に加速中に機体がセンターラインから突然外れ、左側に逸脱し始めたという。また、当時操縦していたのは重傷を負った機長だったとも証言した。機長も副操縦士も経験豊富であった。

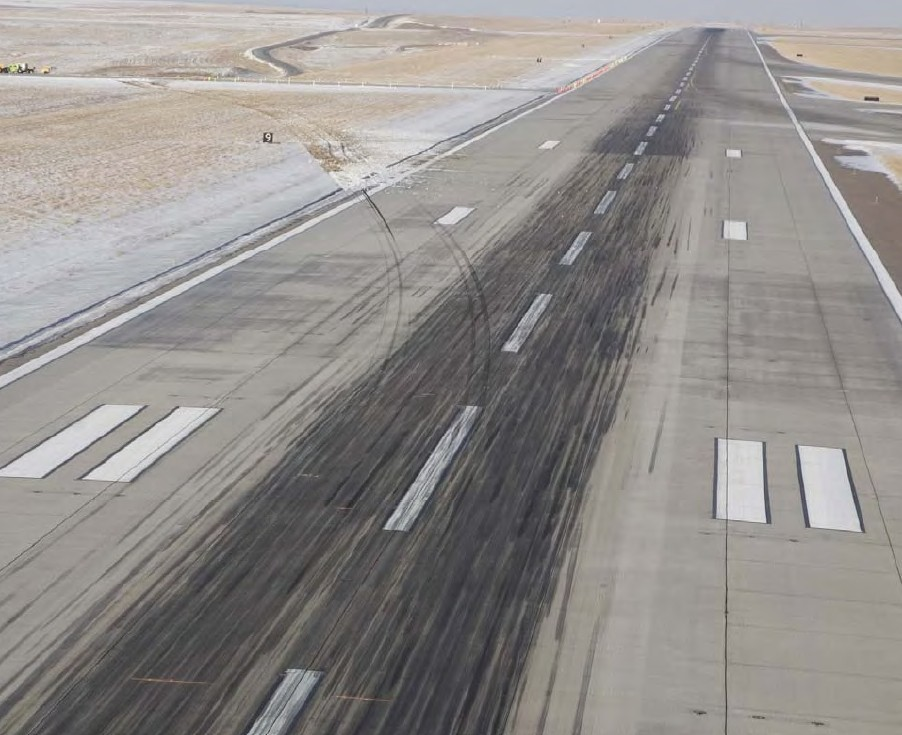
滑走路に残されたスキッドマーク（タイヤ痕）

乗客や消防隊の証言通り、滑走路上や地面に残されたスキッドマークから、機体は僅かながら浮揚していたことが判明した。どの時点で火災が発生したかは不明だった。滑走路上に雪や氷はなかったものの、31ノット (57 km/h)の横風が報告されていた。
事故機をデンバーまで操縦したパイロットは、特に異常はみられなかったと証言した。事故機は、1995年にエンジントラブルで緊急着陸を行い、両エンジンが交換されていたが、エンジン以外の場所に損傷は負っていなかった。
当初は、離陸滑走中にタイヤがロックされ、滑走路を逸脱した可能性が考えられた。NTSBは、離陸が開始されるとエンジンは正常に動作し、タイヤもブレーキも故障したようには思えなかったと述べた。そのため、着陸装置は事故原因から外された。
2009年7月17日、突風と氷に調査の焦点が向けられたことを発表した。パイロットは、「我々の推測では滑走路の逸脱は、強い突風かもしくは氷に衝突したためだろう」と話した。1404便が北に向かって離陸滑走をしている最中に、北西から28 - 31ノット (52 - 57 km/h)の風が吹いており、最大で37ノット (69 km/h)の風が吹いた。ボーイング737型機では、通常状態での滑走路で風速38ノット (70 km/h)の制限値が設けられている。
調査の結果、1404便の離陸前後に最大45ノット (83 km/h)の突風が吹いていた:43。事故当時にも、35ノット (65 km/h)の横風および、最大瞬間風速40ノット (74 km/h)を観測していた。しかし、観測のタイミング、観測地との位置が離れていたこと、山岳波が局所的に吹いていたことなどから、管制官はパイロットに風速を27ノット (50 km/h)とだけ伝えた:59-61。
2009年7月18日に、地元紙のデンバー・ポストが発行した記事によると、事故機は2008年11月にウィングレットが主翼の先端に追加されていた。コンチネンタル航空のフライトマニュアルでは、ウィングレット搭載機の制限値は風速38ノット (70 km/h)とされていた。しかし、NTSBはウィングレットの製造元と設置者は、B737-500型機での横風検証は最大でも22ノット (41 km/h)までしかしていないということを付け加えた。
2010年7月13日、NTSBは事故の推定原因として、突風に遭遇した機長が滑走路逸脱の約4秒前から方向舵の操作を取り止めた事だとした。事故当時の横風は、機長が受けた訓練やそれまでの経験を大きく越えるものだった。また、機長が実際の風速を知っていれば離陸中止などの対処を取ったであろうとも述べた:59-61。

## 映像化
- メーデー!:航空機事故の真実と真相 第17シーズン第7話「Runway Runoff」